# Sexo y represión en la sociedad salvaje
Sexo y represión en la sociedad salvaje (en inglés: Sex and Repression in Savage Society) es un libro escrito en 1927, por el antropólogo Bronislaw Malinowski. Es considerado como ''una famosa crítica hacia el psicoanálisis, argumentando que el 'complejo de Edipo' descrito por Freud no es universal". Malinowski da una explicación parcial sobre el rol del sexo en la organización social, a través de la síntesis del psicoanálisis y la antropología, que ya eran consideradas en aquella época como disciplinas académicas.  El libro es considerado como una importante contribución al campo del psicoanálisis, en el que Malinowski reconoció que era una ''locura popular del momento''.
''Nunca en ningún sentido he sido seguidor de la práctica psicoanalítica, o teórico de esta; y ahora, mientras me siento impaciente de las exorbitantes afirmaciones del psicoanálisis, de sus caóticos argumentos y de su enredada terminología, debo reconocer un profundo sentimiento de indulgencia hacia ella como estímulo, y también por su valiosa instrucción en algunos aspectos de la psicología humana.''
El libro está dividido a cuatro partes. Parte 1 (La formación de un complejo), expone los problemas relacionados con la sexualidad infantil a través de de la pubertad y los roles maternales. En la Parte 2 (El espejo de tradición)  examina los mitos y tabúes relacionados con la dinámica familiar. En la Parte 3 (Psicoanálisis y antropología),examina la brecha entre ambas disciplinas, y analiza que el rol del parricidio puede tener como fundamento desde la cultura. En Parte 4 (Instinto y cultura),  examina cómo los humanos hicieron su transición desde los instintos animales hacia una sociedad organizada, situando a la familia como "la cuna de la cultura naciente". El autor describe cómo los tabúes se desarrollan dentro de una sociedad, y posteriormente deben de ser impuestos por medio de la autoridad y la represión.
Los estudios de Malinowski de las islas Trobriand, desafiaba la propuesta freudiana de que el desarrollo psicosexual (por ejemplo, el complejo de Edipo) era universal. Informó que en la sociedad matriarcal insular de Trobriand, los niños eran disciplinados por sus tíos materno, y no por sus padres; una disciplina imparcial y piadosa. Malinowski informó que los niños soñaban sobre temibles tíos, no de amados padres, y por lo tanto así, el poder — y no los celos sexuales — es la fuente del conflicto de Edipo en aquellas sociedades no Occidentales.